# San Juan del Paraná
San Juan del Paraná è un centro abitato del Paraguay, nel dipartimento di Itapúa. La località forma uno dei 30 distretti in cui è suddiviso il dipartimento.

## Popolazione
Al censimento del 2002 San Juan del Paraná contava una popolazione urbana di 1.191 abitanti (7.091 nel distretto), secondo i dati della Dirección General de Estadística, Encuestas y Censos.

## Storia
Zona di pascolo al tempo delle riduzioni gesuite, nella quale esisteva un oratorio dedicato a San Giovanni, San Juan del Paraná cominciò a strutturarsi come centro urbano durante gli anni trenta del XX secolo, con l'arrivo nella zona di coloni, principalmente di origine russa e ucraina. Il 19 dicembre 1988 la località, fino ad allora compañía rural (frazione) di Encarnación, fu elevata al rango di distretto.